# YOU NEED FREEDOM TO BE YOU
『YOU NEED FREEDOM TO BE YOU』(ユー・ニード・フリーダム・トゥー・ビー・ユー)は、日本のロックバンド・9mm Parabellum Bulletが2024年10月23日に日本コロムビアから発売した10枚目のアルバムである。

## 概要
前作『TIGHTROPE』から2年ぶりのニューアルバムである。アルバムタイトルは収録曲である「叫び -The Freedom You Need-」からの歌詞を英訳したものが用いられている。

## 収録内容
| 全作詞: 菅原卓郎、全作曲: 滝善充、全編曲: 9mm Parabellum Bullet。 |                                 |          |            |      |
| #                                                                 | タイトル                        | 作詞     | 作曲・編曲 | 時間 |
| 1.                                                                | 「Baby, Please Burn Out」       | 菅原卓郎 | 滝善充     | 2:31 |
| 2.                                                                | 「叫び -The Freedom You Need-」 | 菅原卓郎 | 滝善充     | 4:35 |
| 3.                                                                | 「Mr.Foolの末路」               | 菅原卓郎 | 滝善充     | 2:01 |
| 4.                                                                | 「カタルシス」                  | 菅原卓郎 | 滝善充     | 4:13 |
| 5.                                                                | 「幻の光」                      | 菅原卓郎 | 滝善充     | 4:20 |
| 6.                                                                | 「Fuel On The Fire!!」          | 菅原卓郎 | 滝善充     | 3:40 |
| 7.                                                                | 「それは魔法」                  | 菅原卓郎 | 滝善充     | 3:13 |
| 8.                                                                | 「Domino Domino」               | 菅原卓郎 | 滝善充     | 4:13 |
| 9.                                                                | 「新月になれば」                | 菅原卓郎 | 滝善充     | 3:49 |
| 10.                                                               | 「朝影 -The Future We Choose-」 | 菅原卓郎 | 滝善充     | 5:28 |
| 11.                                                               | 「Brand New Day」               | 菅原卓郎 | 滝善充     | 3:10 |
| 合計時間:                                                         | 合計時間:                       | 41:17    |            |      |

## 楽曲解説
1. Baby, Please Burn Out
  - 2024年10月9日、アルバムに先駆けて各種ストリーミングサービスで先行配信がなされたほか、YouTube上でMVが公開された。
2. 叫び -The Freedom You Need-
  - Nintendo Switch『レッドベルの慟哭』オープニングテーマ。
  - 2024年9月25日、アルバムに先駆けて各種ストリーミングサービスで先行配信がなされた。
3. Mr.Foolの末路
  - シングル「ハートに火をつけて」制作時には既に存在していた楽曲。その際の収録曲候補から漏れ、およそ10年越しにお披露目されることとなった[2]。
4. カタルシス
  - 9th配信シングル。表記はないがアルバムバージョンでの収録。
  - リアル脱出ゲーム『夜の海賊遊園地からの脱出』テーマソング
  - 自身の楽曲「ハートに火をつけて」が、漫画『呪術廻戦』の主人公、虎杖悠仁のイメージソングの一つであると作者である芥見下々が言及したことから、バンド側が虎杖悠仁をイメージして書いた楽曲。
5. 幻の光
  - スペースシャワーTVの20周年特番にて、ゲストであるUNISON SQUARE GARDENの斎藤宏介、凛として時雨のピエール中野、MOROHAのアフロが「アルバム内で気になる曲」として本楽曲を挙げている[1]。
6. Fuel On The Fire!!
  - インストナンバー。
  - タイトル内の「On The」はmudy on the 昨晩へのリスペクトであり、「あいつらが弾いてるみたいに弾こう」という思いで制作された[3]。
7. それは魔法
  - ジャズのテイストを織り交ぜたナンバー。
8. Domino Domino
  - タイトル通りドミノをテーマとして歌詞が展開される楽曲。試行錯誤の末詞が完成した際、作詞の菅原は、「菅原くん、歌詞を書くってこういうことですよ！」となったと話している[4]。
9. 新月になれば
  - ライブではしばしば菅原がギターを置いてハンドマイクで演奏される楽曲。
10. 朝影 -The Future We Choose-
  - Nintendo Switch『レッドベルの慟哭』エンディングテーマ。
  - バンドにとって「命ノゼンマイ」以来、3曲目となる5分越えのナンバーであり、2ndアルバム『VAMPIRE』収録の「Faust」を超えるバンド史上最長の楽曲。
  - 歌詞の世界観は3rdアルバム『Revolutionary』収録のタイトルナンバー「The Revolutionary」のような雰囲気を描いており、別角度から同じようなテーマを描いたため、「面白い体験ができた」と作詞の菅原が言及している[3]。
11. Brand New Day
  - 12thシングル。表記はないがアルバムバージョンでの収録であり、細かなギターリフなどが追加されている。